# جاي وليامز (ممثل)
جاي ويليامز (بالإنجليزية: Guy Williams)‏ ممثل أمريكي من أصل إيطالي ( 14 يناير 1924 - 30 أبريل 1989 م) كان عارض أزياء بزغ نجمه في عقد الخمسينات من القرن العشرين، بعد مشاركته في مسلسل زورو من إنتاج شركة ديزني.

## روابط خارجية
- غاي وليامز على موقع IMDb (الإنجليزية)
- غاي وليامز على موقع الموسوعة البريطانية (الإنجليزية)
- غاي وليامز على موقع روتن توميتوز (الإنجليزية)
- غاي وليامز على موقع ألو سيني (الفرنسية)
- غاي وليامز على موقع أول موفي (الإنجليزية)
- غاي وليامز على موقع قاعدة بيانات الأفلام السويدية (السويدية)
- غاي وليامز على موقع إن إن دي بي (الإنجليزية)
- غاي وليامز على موقع ديسكوغز (الإنجليزية)
- غاي وليامز على موقع قاعدة بيانات الفيلم (الإنجليزية)
- غاي وليامز على موقع كينوبويسك (الروسية)